# Zbigniew Teplicki
Zbigniew Bolesław Teplicki (ur. 7 lipca 1931 w Radwanowie, pow. rohatyński, woj. stanisławowskie, zm. 3 stycznia 2013 w Gdyni) – polski manager żeglugowy.

## Życiorys
Syn nauczyciela szkoły podstawowej. W 1942, wobec niestabilnej sytuacji w miejscu zamieszkania, wraz z rodziną ewakuuje się do Generalnego Gubernatorstwa, uczęszcza do Państwowego Gimnazjum i Liceum im. Marcina Wadowity w Wadowicach (1950), studiuje w Odeskim Instytucie Inżynierów Floty Morskiej (Одесский институт инженеров морского флота) (1950–1952), następnie w Leningradzie (1952–1955). Podejmuje zatrudnienie w Zarządzie Portu Gdynia (1955-), gdzie pełni funkcję zastępcy dyrektora (1961–1964) oraz jego dyrektora (1964–1966). Następnie został powołany na stanowisko dyrektora naczelnego Zjednoczenia Portów Morskich w Gdyni (1966–1970), wiceprezydenta spółki Gdynia America Line Inc. GAL w Nowym Jorku (1970–1973), i ponownie dyrektora naczelnego Zjednoczenia Portów Morskich (1973–1977), kiedy zrealizował m.in. pierwszy etap budowy Portu Północnego w Gdańsku, terminalu kontenerowego w Gdyni i dostosowania portu w Świnoujściu do obsługi dużych masowców. Został prezydentem GAL w Nowym Jorku (1977–1983). Po powrocie zablokowano objęcie przez niego stanowiska dyrektora naczelnego Polskich Linii Oceanicznych w Gdyni; podjął pracę w grecko-polskiej spółce armatorskiej Polhellas (1986–1989) oraz w brytyjskiej firmie kontroli jakości J.S. Hamilton Ltd. (1989-).
Pochowany na cmentarzu Witomińskim w Gdyni (kwatera 51-36-5).

## Prace własne
- Wielcy Indianie Ameryki Północnej, Spółdzielnia Wydawniczo-Handlowa „Książka i Wiedza” Warszawa 1994
- Fatum Wschodnich Kresów, Dom Wydawniczy Bellona Warszawa 2002
- Niespełnione Marzenia o Polsce Morskiej, Pomorska Oficyna Wydawniczo-Reklamowa Gdynia 2003